# Oldenlandia radicans
Oldenlandia radicans är en måreväxtart som först beskrevs av Friedrich Gottlieb Bartling och Dc., och fick sitt nu gällande namn av Carl Ernst Otto Kuntze. Oldenlandia radicans ingår i släktet Oldenlandia och familjen måreväxter. Inga underarter finns listade i Catalogue of Life.